# لیندزی پیرس
لیندزی پیرس (انگلیسی: Lindsay Pearce؛ زادهٔ ۳۰ آوریل ۱۹۹۱) یک موسیقی‌دان اهل ایالات متحده آمریکا است. وی از سال ۲۰۱۱ میلادی تاکنون مشغول فعالیت بوده‌است.